# Giovanni Morelli

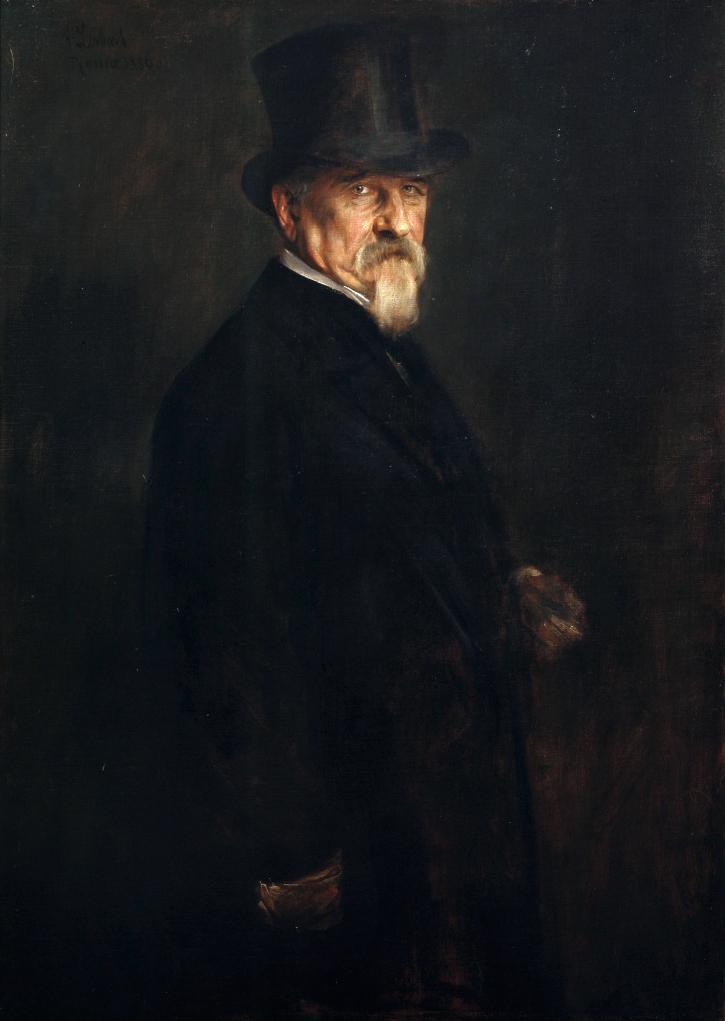
Giovanni Morelli, Gemälde von Franz von Lenbach (1886)

Giovanni Morelli (* 25. Februar 1816 in Verona; † 28. Februar 1891 in Mailand) war ein italienischer Politiker, Arzt und Kunsthistoriker.

## Leben und Werk
Giovanni Morelli studierte in der Schweiz und in Deutschland zunächst Medizin und war als Spezialist für vergleichende Anatomie eine Zeitlang an der Universität München beschäftigt. Als Arzt war er jedoch nie tätig. Vielmehr frönte er zwei Leidenschaften: der Politik und der Kunst. Schon in jungen Jahren verkehrte er in gelehrten deutschen Kreisen, wodurch er die deutsche Sprache perfekt zu beherrschen begann. Obwohl Italiener, publizierte Morelli überwiegend auf Deutsch unter dem russischen Pseudonym „Ivan Lermolieff“ – ein ironisches Anagramm seines italienischen Namens. Dabei gab er vor, dass seine Bücher deutsche Übersetzungen aus dem Russischen seien, für die ein Deutscher namens Johannes Schwarze (die freie deutsche Übersetzung von Giovanni Morelli, da morello auf Italienisch „Rappe“ bedeutet) verantwortlich zeichne. Er war ein ausgezeichneter Kenner der zeitgenössischen deutschen Museumslandschaft und verfasste zahlreiche kunsthistorische Aufsätze in der Zeitschrift für bildende Kunst.
Berühmt wurde er durch die nach ihm benannte Morellische Methode, die mit vergleichend-empirischen Mitteln versuchte, Gemälde werkkritisch einzelnen Künstlern zuzuschreiben. Sein Hauptaugenmerk richtete er auf die subjektiven Merkmale der Handschrift eines Malers, die sich am besten an der Darstellung nebensächlicher Details wie etwa der Gestaltung einer Ohrmuschel, der Form von Fingernägeln, Fingern, Händen oder Füßen festmachen ließ. Mit seiner Methode untersuchte er die Bildbestände berühmter römischer und deutscher Galerien, wobei er etliche Falschzuschreibungen aufdecken und viele Werke anderen Künstlern zuschreiben konnte. Allein in der Dresdner Galerie mussten aufgrund seiner Untersuchungen 46 Gemälde umbenannt werden. Morelli war es auch, der die berühmte Schlafende Venus Giorgione zuschrieb. Zuvor war dieses Meisterwerk im Katalog der Dresdner Galerie als Kopie von Sassoferrato nach einem verlorengegangenen Werk Tizians geführt worden.
Ab 1873 gehörte Giovanni Morelli dem italienischen Senat an.

## Wirkung
Zahlreiche Bilder, die bis dato großen Meistern zugeschrieben wurden, entlarvte Morelli als Kopien oder Fälschungen. Damit stieß er zum Teil auf wenig Gegenliebe bei einigen bekannten Museumsleuten, so etwa Wilhelm von Bode. Psychoanalytiker wie Sigmund Freud hatten dagegen viel für seine Methoden übrig.
Morellis Schriften sind in einem für die damalige Zeit sehr „lockeren“ Sprachstil verfasst. Auch schreckte der Autor nicht vor humorig-sarkastischen Seitenhieben auf die Fehlurteile anderer Kunsthistoriker zurück. Kritiker warfen Morelli daher vor, dass seine Schriften nicht gelehrt genug und schlecht geschrieben seien und manchmal bloß Andeutungen enthielten. Morelli entgegnete, dass ihm „nichts komischer vorkommt als jene hohle, aufgeblasene Ernsthaftigkeit und selbstgefällige Sicherheit des Auftretens, die, dürfen wir dem Sokrates glauben schenken, dereinst selbst die Götter zum Lächeln gebracht haben soll.“ Auch habe er sich „keineswegs für einen Rhetor oder Stilisten“ ausgegeben, sondern sich „stets angelegen sein lassen, eher richtig und klar zu denken, als schön und glänzend zu schreiben. ... Und wenn wirklich, wie einige Freunde meinen, mir das seltene Glück beschieden war, mehrere grobe Irrthümer in der italienischen Kunstgeschichte entdeckt und auch getilgt zu haben, so verdanke ich dieses kleine Verdienst einzig und allein dem Umstande, dass ich durch keine öffentliche Anstellung gebunden bin, wodurch es mir möglich war, frei und unabhängig meinen Studien zu leben und auch meine Ansichten rücksichtslos herauszusagen.“
Morelli war unter anderem  mit Bettina von Arnim, Friedrich Rückert, Peter von Cornelius, Bonaventura Genelli, Wilhelm von Kaulbach, Friedrich Wilhelm Joseph von Schelling und dem preußischen Kronprinzenpaar Victoria und Friedrich Wilhelm befreundet. Seine umfangreiche Kunstsammlung vermachte er der Pinacoteca dell'Accademia Carrara di Bergamo.

## Schriften (Auswahl)
- Ivan Lermolieff: Die Werke italienischer Meister in den Galerien von München, Dresden und Berlin. Leipzig 1880.
- Ivan Lermolieff: Kunstkritische Studien über italienische Malerei. 3 Bände. 1890–93.